# Судзумура, Кэнъити
Кэнъити Судзумура (яп. 鈴村 健一 Судзумура Кэнъити, род. 12 сентября 1974 года) — мужчина-сэйю из Осаки, в настоящее время работает с Arts Vision.
Его дебют на телевидении состоялся в аниме Macross 7. В нём он озвучивал Морли. Он также друг сэйю Хироки Такахаси.
8 августа 2011 года сочетался браком с Мааей Сакамото.

## Голосовые роли

### Аниме
- Avenger (Тео)
- Ashita no Nadja (Леонардо Кардиналэ)
- Astro Boy (Юкио Нисино)
- Atashin'chi (Мидзусима)
- Magical☆Shopping Arcade Abenobashi (Banker B)
- Ichigo 100% (Юмпэй Манака)
- Клинок ведьм (аниме и манга) (Хироки Сэгава)
- Starry Sky (Цубаса Амаха)
- X (Камуи Сиро)
- Гостевой клуб лицея Оран (Хикару Хитатин)
- Please Twins! (Косэй Симадзаки)
- Steam Detectives (Лаборер, Нарутаки)
- Alice Academy (Рэй Мори)
- Carried by the Wind: Tsukikage Ran (Chief brewer)
- Gad Guard (Хадзики Санада)
- Kaleido Star (Дио)
- Kara no Kyoukai (Микия Кокуто)
- Kare Kano (кузен B)
- Mobile Suit Gundam SEED Destiny (Син Асука)
- Captain Tsubasa (2001-02) (Гэндзо Вакабаяси)
- Galaxy Angel (секретарь министра Като)
- Gintama (Сого Окита)
- Crayon Shin-chan (Наоки)
- Kujibiki Unbalance (Мугио Рокухара)
- Gokusen (Син Савада)
- Kokoro Library (Аигамэ)
- Cromartie High School (Макио Танака)
- The Twelve Kingdoms (Ракусюн)
- Bucky - The Incredible Kid (Майт, Раммару)
- Revolutionary Girl Utena (юный ученик)
- Shounen Onmyouji (Судзаку)
- Tsukihime, Lunar Legend (Сики Тоно)
- Android Kikaida (музыкант)
- Gals! (Юя Асо)
- Spiral: Suiri no Kizuna (Аюму Наруми)
- Saint Beast (Фугэ но Мая)
- Detective School Q (Камиути)
- Chibi Maruko-chan (Ямагути)
- Gravion (Эйдзи Сигурэ)
- Gravion Zwei (Эйдзи Сигурэ)
- D.Gray-man (Лави)
- Digimon Frontier (Коити Кимура, Даскмон, JagerLoewemon, Velgemon)
- TokkoTokko (Раммару Синдо)
- Dragon Drive (Хикару)
- Trinity Blood (Дитрих фон Лоенгрин)
- Nanaka 6/17 (Нэндзи Нагихара)
- Nintama Rantarou (Сэйхати)
- Noein (Атори)
- Babel II (Коити Камия)
- Bakusou Kyoudai Let's & Go MAX (Сакё Мадзима)
- Бейблэйд (Фудзи, Стив, Бартоломей)
- PaRappa Rappa (Мэтт)
- Hungry Heart: Wild Striker (Юки Кагоми, Юя Киба)
- Hanbun no Tsuki ga Noboru Sora (Юити Эдзаки)
- Peach Girl (Kiley Okayasu)
- Hikaru no Go (Синъитиро Исуми)
- Bokurano (Хироюки Хатагай)
- Покемон (Хисаси, Сайга, Тико)
- Pokémon Advanced Generation (Катинуки Рюхэй)
- Boys Be... (Кёити Кандзаки)
- Sorcerous Stabber Orphen (Пюпил)
- Macross 7 (Морли) (дебют)
- Mizuiro Jidai (Харухико Сибасаки)
- Divergence Eve (Нодэра, Лейтенант Азеведо, Operator)
- Descendants of Darkness (Ямасита)
- UFO Princess Valkyrie (Кадзуто Токино)
- Uta no Prince-sama (Масато Хидзирикава)
- Koi to Senkyo to Chocolate (Якумо Мори)
- Brothers Conflict (Цубаки Асахина)
- Наруто: Ураганные хроники (Утаката — Дзинтюрики Сайкэна (шестихвостого); Тёмэй (семихвостый))
- Fairy Tail (Роуг Чени, Роуг из будущего)
- Kuroko no Basuke (Мурасакибара Ацуси)
- Двуличный братик Урамити (Сайто Уэбу)

### Другие роли
- Danganronpa V3: Killing Harmony — Корэкиё Сингудзи
- Компиляция Final Fantasy VII — Зак Фэйр
- Kingdom Hearts Birth by Sleep — Зак Фэйр
- Final Fantasy X-2 — Гиппал
- Kingdom Hearts II — Демикс
- Zone of the Enders: The 2nd Runner — Лео Стэнбук
- Wild Arms: Alter Code F — Руди Рафнайт
- Tales of Legendia — Сенэл Кулидж
- Arc the Lad: Twilight of the Spirits — Дарк
- Gakuen Heaven — Таки Сюнсукэ
- Only the Ring Finger Knows (Drama CD) — Ватару Фудзи
- Kaikan Phrase — Ацуро Кирю
- Ouran High School Host Club (Drama CD) — братья Хитатиин
- Naruto Shippuden: Ultimate Ninja Storm 3 — Утаката